# Ньюкасл (аэропорт)
Аэропо́рт Ньюка́сла (англ. Newcastle Airport) (ИАТА: NCL, ИКАО: EGNT) расположен в Ньюкасле-на-Тайне, около 11 км к северо-западу от центра города. В 2006 году был 10-м аэропортом Великобритании по пассажирообороту.
Аэропорт принадлежит семи местным органам власти (51 %) и аэропорту Копенгагена (49 %). Эти семь органов власти: Совет графства Дарем, Совет округа Гейтшид, город Ньюкасл, Совет округа Северный Тайнсайд, Совет графства Нортумберленд, Совет округа Южный Тайнсайд и город Сандерленд.
Международный Аэропорт Ньюкасла обладает лицензией (номер P725), которая разрешает пассажирские перевозки и обучение пилотов.

## История
Аэропорт был открыт на 26 июля 1935 министром авиации сэром Филипом Канлифф-Листером. Строительство аэропорта, включая здание клуба, ангар, цеха, заправку и травяную взлётно-посадочную полосу обошлось в 35 000 фт. ст.
Несмотря на то, что во время Второй мировой войны главный аэропорт в регионе был расположен в Крамблингтоне в Нортумберленде, после войны было принято решение о развитии аэропорта Ньюкастла. В начале 1950-х бывший пилот-истребитель Королевских ВВС Джим Деньер был назначен Менеджером Аэропорта. В течение нескольких последующих лет более 5 000 человек ежегодно совершали поездки в Джерси и Остров Уайт.
В 1960-е пассажирооборот аэропорта стремительно возрастал. Главной причиной роста стала всё возрастающая популярность отпуска за рубежом, основным новым направлением стала Испания. Была построена новая взлётно-посадочная полоса, перрон и контрольно-диспетчерский пункт.
В 1970-х пассажирооборот приблизился к одному миллиону пассажиров в год, аэропорт получил категорию B, став региональным международным аэропортом. В 1980-е были сделаны инвестиции в организацию регистрации, кейтеринг и магазины duty-free. В 2000 была сделана реконструкция аэропорта стоимостью 27 млн фт. ст., открыл реконструированный терминал тогдашний премьер-министр Тони Блэр. Первой лоу-кост авиакомпанией в аэропорту, стала Go, которая в 200 году открыла рейс в лондонский аэропорт Станстед после банкротства местной авиакомпании Gill Airways. В 2001 состоялось приобретение 49%-й доли в аэропорта Ньюкасла аэропортом Копенгагена.
В августе 2004 был открыт реконструированный и расширенный Терминал Вылета. Терминал был увеличен на 3 000 м², на которых разместились новые магазины, кафе и 1 200 мест для ожидающих. В июле 2005 было объявлено, что American Airlines должны были начать прямые рейсы в Нью-Йоркский аэропорт имени Джона Кеннеди, однако авиакомпания отказалась от этих планов в связи с высокими ценами на топливо.
Ньюкасл стал первым региональным аэропортом Великобритании, в котором установлены киоски самообслуживания общего использования в терминале, которые дают возможность пассажирам регистрироваться непосредственно без очереди к обычным стойкам регистрации. В 2006 было перевезено рекордное количество пассажиров — 5.4 млн.
Быстрое увеличение пассажирского трафика привело к увеличению интенсивности коммерческого использования южной стороны аэропорта, которая изначально использовалась для авиации общего назначения. Сегодня она используется для обработки грузов, почты и корпоративной авиации. Это связано в том числе и с проблемами, которые возникают при использовании одной и той же инфраструктуры большими и маленькими самолётами, так как большие самолёты создают мощные турбулентные потоки, которые могут повлиять на эксплуатацию лёгких самолётов. В мастер-плане развития аэропорта предусмотрено расширение зоны южной стороны с введением в эксплуатацию средств обслуживания, нового ангара и перрона. Здесь же расположена Newcastle Aviation Academy.

## 2007
Emirates Airline стала первой авиакомпанией, которая открыла дальнемагистральные регулярные рейсы из Ньюкасла. 1 сентября 2007 авиакомпания открыла ежедневный прямой рейс в Дубай на Airbus 330, который был синхронизирован с другими рейсами авиакомпании из хаба в Дубае. Таким образом у пассажиров аэропорта появилась альтернатива перелётам через европейские хабы, таким как Хитроу.
Строительство нового 4-хзвёздочного отеля Ramada на 187 номеров началось в июне 2007, завершиться строительство должно зимой 2008. В 2007 году была открыта бензозаправочная станция.

## Статистика
В течение последнего десятилетия наблюдался рост пассажирских перевозок, достигнув 5.43 млн пассажиров в 2006, более чем вдвое больше, чем 10 лет назад.
| | Пассажирооборот | Количество взлётов-посадок | Груз (тонн) | Почта (тонн) |
| --- | --------------- | -------------------------- | ----------- | ------------ |
| 1997                                                                                                 | 2,592,000       | 81,279                     | 1,219       | 3,489        |
| 1998                                                                                                 | 2,920,000       | 81,299                     | 678         | 3,631        |
| 1999                                                                                                 | 2,934,000       | 79,291                     | 776         | 3,409        |
| 2000                                                                                                 | 3,147,000       | 82,940                     | 526         | 3,720        |
| 2001                                                                                                 | 3,376,358       | 82,524                     | 783         | 2,859        |
| 2002                                                                                                 | 3,387,222       | 79,173                     | 1,438       | 2,368        |
| 2003                                                                                                 | 3,903,340       | 75,113                     | 924         | 2,576        |
| 2004                                                                                                 | 4,707,818       | 77,721                     | 799         | 7,756        |
| 2005                                                                                                 | 5,187,182       | 55,494                     | 199         | 7,820        |
| 2006                                                                                                 | 5,431,976       | 58,940                     | 306         | 7,884        |
| 2007                                                                                                 | 5,623,765       | 58,395                     | 785         | 8,483        |
| Источник: United Kingdom Civil Aviation Authority Архивная копия от 22 марта 2007 на Wayback Machine |                 |                            |             |              |

## Планы развития
Аэропорт опубликовал мастер-план, в котором изложены предложения по развитию аэропорта до 2016. В ближайшее время планируется строительство многоэтажной автостоянки для замены существующей кратковременной стоянки, строительство отеля на 187 номеров  (строительство уже ведётся), а также увеличение мощностей по обработке грузов в южной части аэропорта. Долгосрочные планы развития включают следующие мероприятия:
- увеличение взлётно-посадочной полосы;
- строительство дорожного перехода на трассу A696;
- строительство железнодорожных путей, которые соединят аэропорт с сетью National Rail.

В октябре 2007 было завершено строительство контрольно-диспетчерского пункта, которое обошлось в 8.2 млн фт. ст., расположенного в северной части лётного поля.
Были обнародованы планы развития зоны офисов к югу от главной взлётно-посадочной полосы аэропорта. результате будет создано порядка 170 новых рабочих мест. Аэропорт рассчитывает на увеличение пропускных мощностей аэропорта до 10 млн пассажиров в год (что вдвое выше сегодняшней пропускной способности) к 2016, и до 15 млн к 2030.
Общий объём инвестиций 2006 до 2016 должен составить порядка 70 млн фт. ст.
Аэропорт также недавно закончил увеличение дальней стоянки для самолётов, в результате чего появились дополнительно 5 стоянок, которые могут использовать 5 больших самолётов (размера Boeing 737 или Airbus A320), или 4 больших самолета и 2 небольших самолёта (таких как BAe Jetstream 41).

## Транспорт

### Лёгкое метро
Станция метро на линии Tyne and Wear Metro непосредственно связана с терминалом через внутренний тоннель. Станция является северной конечной остановкой зеленой линии с частыми, прямыми рейсами в центры городов Ньюкасл-на-Тайне (22 минуты) и Сандерленд (55 минут).

### Автотранспорт
Аэропорт связан с дорогой A1 с шоссе A696. Регулярное автобусное сообщение (101) соединяет аэропорт с Ньюкаслом (Кингстонский Парк) и юго-востоком Нортумберленд. С получасовым интервалом отхотят автобусы номер (X77 / X78 / X79), которые идут в соседние сёла Понтеленд и Даррас Холл, а также в центр Ньюкасла.

## Инфраструктура
Основными хэндлинговыми агентами аэропорта являются Swissport и Servisair.
На территории аэропорта функционирует два отеля — Britannia Airport Hotel Архивная копия от 23 апреля 2008 на Wayback Machine и Premier Inn, третья гостиница на 190 комнат Ramada на данный момент строится. Есть также гостиница Premier Inn в Коллертоне, около терминала авиации общего назначения.

## Авиакомпании

### Регулярные рейсы
- Aer Arann
- Aer Lingus
- Air France
- Air Southwest
- Air Transat
- British Airways
- Brussels Airlines
- Cimber Air
- Eastern Airways
- easyJet
- Emirates
- Flybe
- Jet2.com
- KLM Royal Dutch Airlines
- Lufthansa
- Ryanair
- SATA International
- Thomsonfly
- TUIfly
- Widerøe

### Чартерные авиакомпании
- Air Malta
- BH Air
- bmi
- Monarch Airlines
- MyTravel Airways
- Thomas Cook Airlines
- Thomsonfly
- XL Airways

### Грузовые и почтовые перевозки
- Atlantic Airlines оператор MNG Airlines
- FedEx Express оператор Farnair
- Jet2.com